# O Gud rik av barmhärtighet
O Gud rik av barmhärtighet (tyska: O Gott reich von Barmherzigkeit)  är en tysk psalm av Basilius Förtsch. Psalmen översattes till svenska av Haquinus Magni Ausius och fick titeln O Gud rik av barmhärtighet.

## Publicerad i
- Den svenska psalmboken 1694 som nummer 228 under rubriken "Åhrlige Högtiders Psalmer: Uppå S. Michaelis dag. Om the H. Änglar".[2]
- Den svenska psalmboken 1695 som nummer 197 under rubriken "Uppå S. Michaelis Dagh - Om de heliga englar".[1]